# Mediatheek

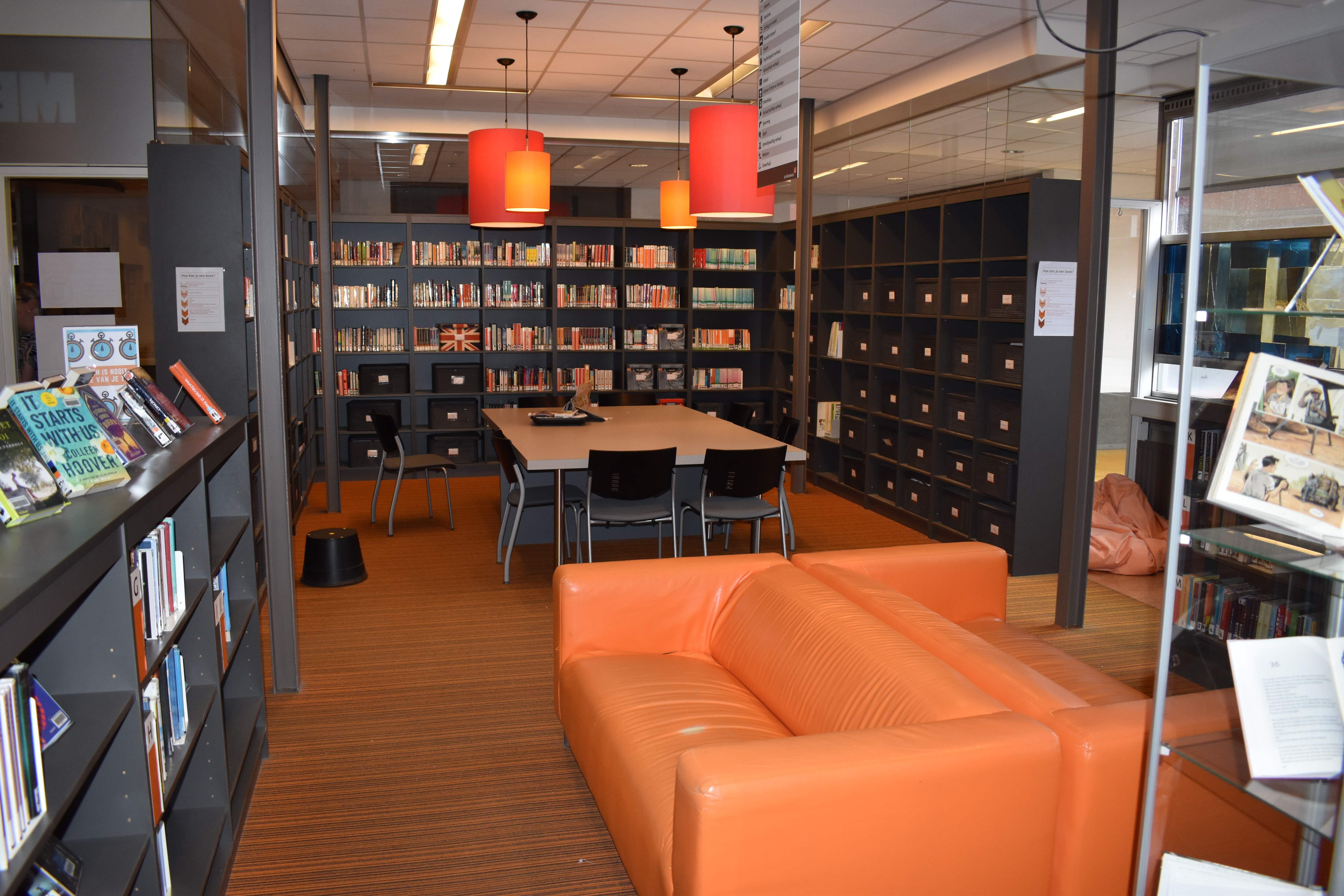
Mediatheek van het Sint-Joriscollege in Eindhoven

Een mediatheek is een documentatiecentrum binnen een school, bibliotheek of culturele instelling waar boeken, kranten, tijdschriften, voorlichtingsbladen, enzovoort, en eventueel ook audiovisuele materialen worden bewaard en kunnen worden geraadpleegd.
In het onderwijs is een mediatheek vaak een ruimte binnen de school met computers en een bibliotheek. Vaak zijn er tevens werkplekken om zelfstandig te studeren, informatie op te zoeken, of te werken aan presentaties en projecten. In scholen fungeert de mediatheek ook wel als leercentrum waar begeleiding wordt geboden bij het gebruik van digitale bronnen.
Stichting Lezen reikt jaarlijks de Nationale Mediatheek Trofee uit voor de beste mediatheek in Nederland. De prijs is bedoeld om scholen in Nederland aan te moedigen om een eigen mediatheek op te zetten.